# 켈리 베켓
켈리 베켓(Kelly Beckett)은 잉글랜드의 가수이다. 걸 그룹 파라다이소 걸스의 멤버였다.